# Lucas Varaldo
Lucas Ariel Varaldo (Lomas de Zamora, 24 febbraio 2002) è un calciatore argentino, attaccante del Central Córdoba (SdE).

## Carriera

### Club
Varaldo è cresciuto nel settore giovanile del Lanús, ed ha debuttato in prima squadra il 20 dicembre 2020 nell'incontro di Copa Diego Armando Maradona pareggiato 1-1 contro il Defensa y Justicia. Nel 2022 è entrato in pianta stabile in prima squadra ed il 15 giugno ha segnato il suo primo gol nella trasferta persa 2-1 sul campo dell'Atl. Tucumán.
Nel dicembre del 2022 è stato ceduto in prestito all'Almagro in Primera B Nacional per giocare con più continuità. Il 26 maggio ha tuttavia subito la rottura del legamento crociato anteriore del ginocchio sinistro, che ne ha chiuso in anticipo la stagione. A inizio 2024 è stato prestato all'Aldosivi.

### Nazionale
Nel 2019 ha partecipato con la Argentina Under-17 al campionato mondiale in Brasile.

## Statistiche

### Presenze e reti nei club
Statistiche aggiornate al 1° gennaio 2025.
| Stagione                     | Squadra                      | Campionato                   | Campionato | Campionato | Coppe nazionali | Coppe nazionali | Coppe nazionali | Coppe continentali | Coppe continentali | Coppe continentali | Altre coppe | Altre coppe | Altre coppe | Totale | Totale | Totale |
| Stagione                     | Squadra                      | Comp                         | Pres       | Reti       | Comp            | Pres            | Reti            | Comp               | Pres               | Reti               | Comp        | Pres        | Reti        | Pres   | Reti   |        |
| ---------------------------- | ---------------------------- | ---------------------------- | ---------- | ---------- | --------------- | --------------- | --------------- | ------------------ | ------------------ | ------------------ | ----------- | ----------- | ----------- | ------ | ------ | ------ |
| 2019-2020                    | Lanús                        | PD                           | 0          | 0          | CA+CM           | 0+1             | 0               | -                  | -                  | -                  | -           | -           | -           | 1      | 0      |        |
| 2021                         | Lanús                        | PD                           | 1          | 0          | CA+CdL          | 0               | 0               | CS                 | 0                  | 0                  | -           | -           | -           | 1      | 0      |        |
| 2022                         | Lanús                        | PD                           | 12         | 1          | CA+CdL          | 0+3             | 0               | CS                 | 3                  | 0                  | -           | -           | -           | 18     | 1      |        |
| Totale Lanús                 | Totale Lanús                 | Totale Lanús                 | 13         | 1          |                 | 4               | 0               |                    | 3                  | 0                  |             | -           | -           | 20     | 1      |        |
| 2023                         | Almagro                      | PBN                          | 10         | 1          | CA              | 1               | 0               | -                  | -                  | -                  | -           | -           | -           | 11     | 1      |        |
| 2024                         | Aldosivi                     | PBN                          | 4          | 0          | -               | -               | -               | -                  | -                  | -                  | -           | -           | -           | 4      | 0      |        |
| 2024                         | Central Córdoba (SdE)        | PD                           | 20         | 3          | CA              | 4               | 0               | -                  | -                  | -                  | -           | -           | -           | 24     | 3      |        |
| 2025                         | Central Córdoba (SdE)        | PD                           | 0          | 0          | CA              | 0               | 0               | CL                 | -                  | -                  | SA          | -           | -           | 0      | 0      |        |
| Totale Central Córdoba (SdE) | Totale Central Córdoba (SdE) | Totale Central Córdoba (SdE) | 20         | 3          |                 | 4               | 0               |                    | -                  | -                  |             | -           | -           | 24     | 3      |        |
| Totale carriera              | Totale carriera              | Totale carriera              | 47         | 5          |                 | 9               | 1               |                    | 3                  | 0                  |             | -           | -           | 59     | 6      |        |

## Palmarès

### Club

#### Competizioni nazionali
- Copa Argentina: 1

Central Córdoba (SdE): 2024